# Tavnik
Tavnik (cyr. Тавник) – wieś w Serbii, w okręgu raskim, w mieście Kraljevo. W 2011 roku liczyła 1148 mieszkańców.